# آیه تداین
آیه تداین آیه ۲۸۲ سوره بقره از کتاب قرآن کریم است. به این آیه، آیه دَین، تداین یا مداینه و قرض نیز می‌گویند.
این آیه طولانی‌ترین متن را در بین آیات قرآن کریم دارا است و راجع به لزوم کتابت سند برای وام می‌باشد.
تداین بمعنی سلم - معامله سلف، پیش خرید و پیش فروش - یا نسیه یا اجاره و هر معامله ای که یکی از عوضین آن مدت دار باشد.
این آیه اصول و روش انجام قراردادها و دیون مدت دار را از نظر قرآن تبیین می‌نماید.

## مخاطب آیه
مخاطبین این آیه افراد اهل ایمان می‌باشند.

## دستورهای آیه

### لزوم کتابت دیون
برای جلوگیری از هر گونه اشتباه و نزاع و برای قرض و وام و معاملاتی که مقداری از پول باقی می‌ماند باید چیزی نوشته شود.

### شرایط نویسنده
1. نویسنده باید شخص سومی باشد، تا قرارداد از اطمینان بیش تری برخوردار باشد و از دست برد یکی از طرفین سالم بماند.
2. نگارنده باید عادلانه و عین واقعیت را بنویسد.
3. نویسنده باید از احکام سند و شرایط معامله آگاه باشد.[۲]

### شهود سند
1. افزون بر نوشتن، طرفین در قرارداد، باید دو شاهد بگیرند.
2. شاهد باید دو مرد باشد یا اینکه یک مرد و دو زن باشند.[۲]

### لزوم حفظ امنیت شهود
نگارنده سند و شهود، نباید به خاطر رعایت حق و عدالت مورد آزار و اذیت قرار گیرند.

### تصریح مدت قرارداد
ضرورت تعیین مدت صریح، با قید روز و ماه و سال که از کلمه «مسمی» در آیه بر می‌آید.

## متن آیه
اعوذ بالله من الشیطان الرجیم 
بسم الله الرحمن الرحیم
یَأَیُّهَا الَّذِینَ ءَامَنُواْ إِذَا تَدَایَنتُم بِدَیْنٍ إِلیَ أَجَلٍ مُّسَمًی فَاکْتُبُوهُ وَ لْیَکْتُب بَّیْنَکُمْ کَاتِبُ بِالْعَدْلِ وَ لَا یَأْبَ کاَتِبٌ أَن یَکْتُبَ کَمَا عَلَّمَهُ اللَّهُ فَلْیَکْتُبْ وَ لْیُمْلِلِ الَّذِی عَلَیْهِ الْحَقُّ وَ لْیَتَّقِ اللَّهَ رَبَّهُ وَ لَا یَبْخَسْ مِنْهُ شَیْا فَإِن کاَنَ الَّذِی عَلَیْهِ الْحَقُّ سَفِیهًا أَوْ ضَعِیفًا أَوْ لَا یَسْتَطِیعُ أَن یُمِلَّ هُوَ فَلْیُمْلِلْ وَلِیُّهُ بِالْعَدْلِ وَ اسْتَشهْدُواْ شهِیدَیْنِ مِن رِّجَالِکُمْ فَإِن لَّمْ یَکُونَا رَجُلَینِ فَرَجُلٌ وَ امْرَأَتَانِ مِمَّن تَرْضَوْنَ مِنَ الشهُّدَاءِ أَن تَضِلَّ إِحْدَئهُمَا فَتُذَکِّرَ إِحْدَئهُمَا الْأُخْرَی وَ لَا یَأْبَ الشهُّدَاءُ إِذَا مَا دُعُواْ وَ لَا تَسْمُواْ أَن تَکْتُبُوهُ صَغِیرًا أَوْ کَبِیرًا إِلیَ أَجَلِهِ ذَالِکُمْ أَقْسَطُ عِندَ اللَّهِ وَ أَقْوَمُ لِلشهَّادَةِ وَ أَدْنیَ أَلَّا تَرْتَابُواْ إِلَّا أَن تَکُونَ تِجَرَةً حَاضِرَةً تُدِیرُونَهَا بَیْنَکُمْ فَلَیْسَ عَلَیْکمْ جُنَاحٌ أَلَّا تَکْتُبُوهَا وَ أَشْهِدُواْ إِذَا تَبَایَعْتُمْ وَ لَا یُضَارَّ کاَتِبٌ وَ لَا شَهِیدٌ وَ إِن تَفْعَلُواْ فَإِنَّهُ فُسُوقُ بِکُمْ وَ اتَّقُواْ اللَّهَ وَ یُعَلِّمُکُمُ اللَّهُ وَ اللَّهُ بِکُلِّ شیْءٍ عَلِیمٌ

## ترجمه فارسی
ترجمه الهی قمشه ای : ای اهل ایمان، چون به قرض و نسیه معامله کنید تا زمانی معیّن، سند و نوشته در میان باشد، و بایست نویسنده درستکاری معامله میان شما را بنویسد، و نباید کاتب از نوشتن خودداری کند، که خدا به وی نوشتن آموخته پس باید بنویسد، و مدیون باید مطالب را املاء کند، و از خدا بترسد و از آنچه مقرّر شده چیزی نکاهد، و اگر مدیون سفیه یا ناتوان (صغیر) است و صلاحیّت املا ندارد ولیّ او به عدل و درستی املا کند و دو تن از مردان خود (از مسلمانان عادل) گواه آرید، و اگر دو مرد نیابید یک مرد و دو زن، از هر که (به عدالت) قبول دارید گواه گیرید تا اگر یک نفر از آن دو زن فراموش کند دیگری به خاطرش آورد، و هر گاه شهود را (به محکمه) بخوانند امتناع از رفتن نکنند، و در نوشتن آن تا تاریخ معیّن مسامحه نکنید چه معامله کوچک و چه بزرگ باشد. این عادلانه‌تر است نزد خدا و محکمتر برای شهادت و نزدیکتر به اینکه شکّ و ریبی در معامله پیش نیاید (که موجب نزاع شود) مگر آنکه معامله نقد حاضر باشد که دست به دست میان شما برود، در این صورت باکی نیست که ننویسید، و گواه گیرید هر گاه معامله کنید، و نبایست به نویسنده و گواه ضرری رسد (و بیاجر مانند)، و اگر چنین کنید نافرمانی کرده‌اید؛ و از خدا بترسید و خداوند هم به شما تعلیم مصالح امور می‌کند و خدا به همه چیز داناست.